# Sean McColl
Sean McColl (* 3. September 1987 in Vancouver) ist ein kanadischer Sportkletterer.

## Kindheit
McColl wuchs in Vancouver auf und begann dort als 10-jähriger zusammen mit seiner Familie das Klettern.

## Karriere
McColl war schon in seiner Jugend ein erfolgreicher Sportkletterer. So gewann er 2002, 2003 und 2004 die Jugendweltmeisterschaft im Lead climbing in seiner Altersklasse. 2006 gelang ihm der Doppelsieg im Lead und Speedklettern. Im Februar 2011 konnte er sich den Gewinn beim ABS 12 Nationals im Bouldern in Boulder sichern.
Bei der Kletterweltmeisterschaft 2012 in Paris belegte er hinter dem Österreicher Jakob Schubert den zweiten Platz im Lead und den vierten Platz im Bouldern. Dies reichte aus, um die Gesamtwertung für sich zu entscheiden. Bei den folgenden Panamerika-Meisterschaften in San Juan de los Morros konnte er den Titel im Lead und den zweiten Platz im Bouldern erzielen. Im gleichen Jahr wurde er in die Athletenkommission des Weltverbandes International Federation of Sport Climbing berufen und war in der Folge an der erfolgreichen Bewerbung der Sportart beim Internationalen Olympischen Komitee beteiligt.
Seinen ersten Kletterweltcup gewann er in Log-Dragomer im Jahr 2013, als er im Bouldern als einziger drei Wände lösen konnte. Im Jahr 2014 nahm er für das Team Europe beim American Ninja Warrior USA gegen den Rest der Welt teil und konnte mit seinem Team die Show gewinnen.
Bei der Kletterweltmeisterschaft 2014 und 2016 konnte er jeweils die Gesamtwertung für sich entscheiden. Bei den World Games 2017 in Breslau erzielte er die Bronze-Medaille im Lead.
Bei der Kletterweltmeisterschaft 2019 gelang ihm die Qualifikation für die Olympischen Sommerspiele 2020 in Tokio. Dort erreichte er in der Qualifikation den 17. Platz und verpasste so die Qualifikation für das Finale. 
Er startet für Climbing Escalade Canada (CEC).